# College Station
College Station é uma cidade localizada no estado norte-americano de Texas, no Condado de Brazos. A cidade foi fundada em 1860.

## Demografia
Segundo o censo norte-americano de 2000, a sua população era de 67.890 habitantes.
Em 2006, foi estimada uma população de 74.125, um aumento de 6235 (9.2%).

## Geografia
De acordo com o United States Census Bureau tem uma área de
104,4 km², dos quais 104,3 km² cobertos por terra e 0,1 km² cobertos por água.

## Localidades na vizinhança
O diagrama seguinte representa as localidades num raio de 32 km ao redor de College Station.